# Бремерферде
Бремерферде (нім. Bremervörde) — місто в Німеччині, розташоване в землі Нижня Саксонія. Входить до складу району Ротенбург-на-Вюмме.
Площа — 150,18 км2. Населення становить 18 666 ос. (станом на 31 грудня 2021).
Через місто проходять автошляхи  і .

## Галерея

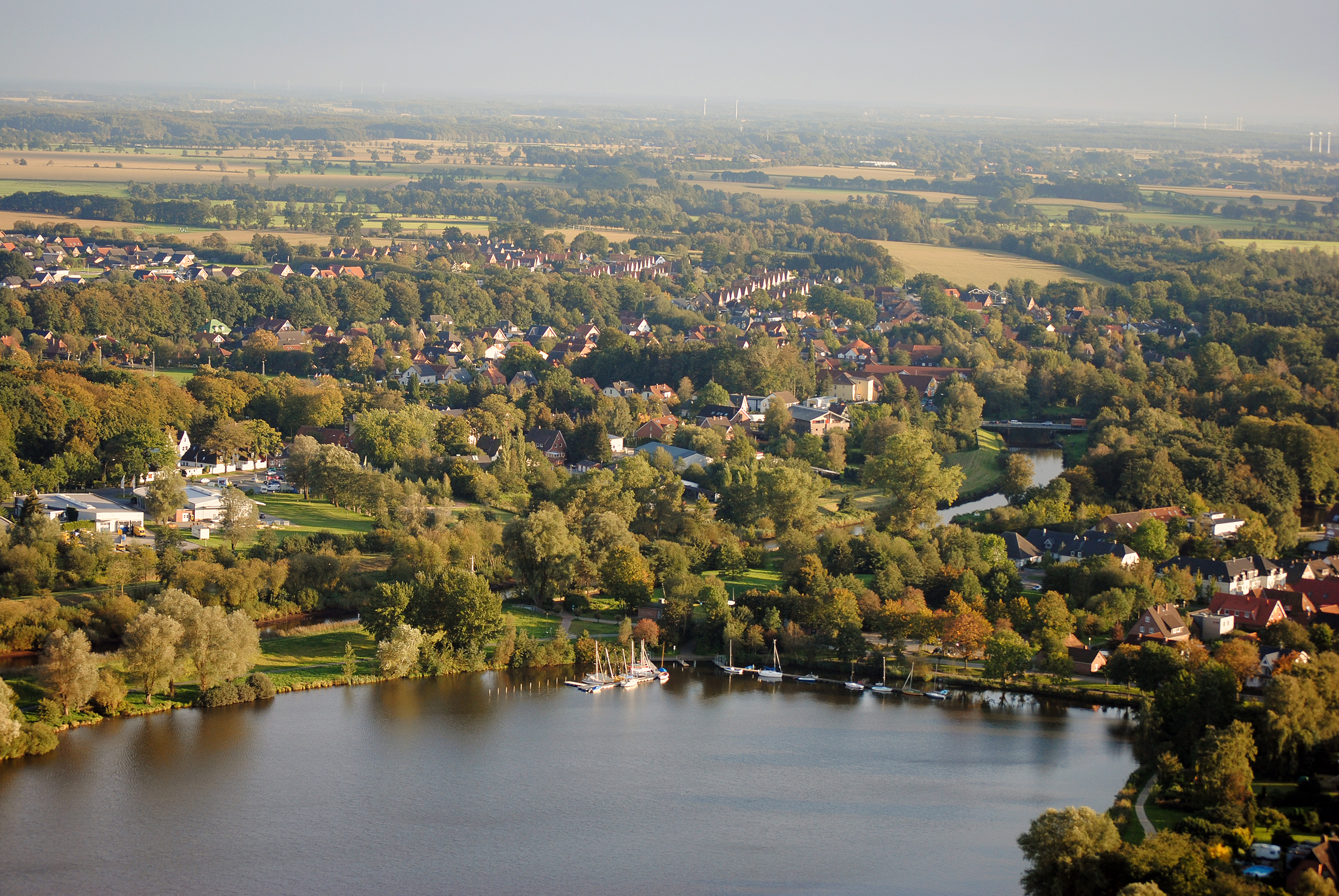
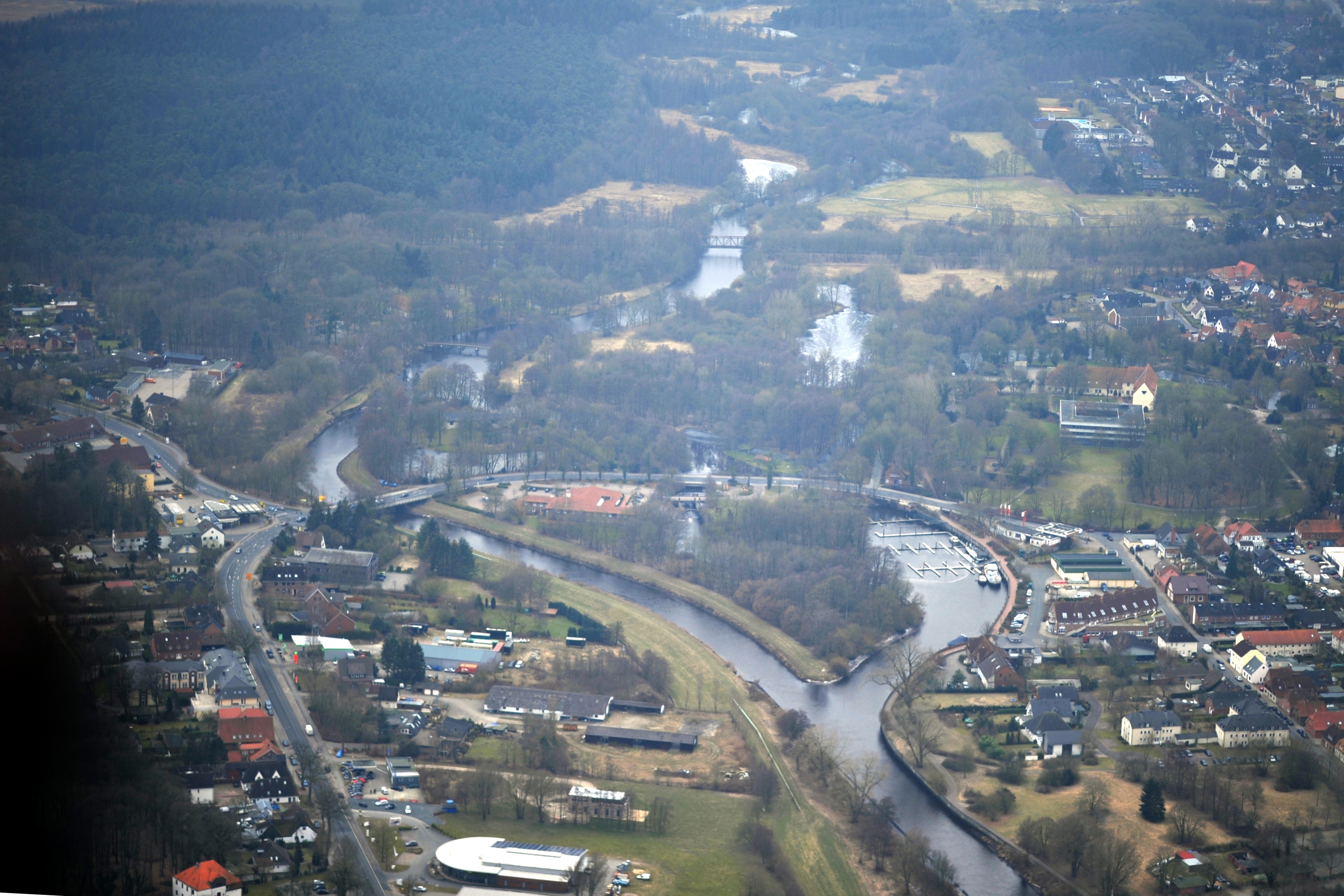
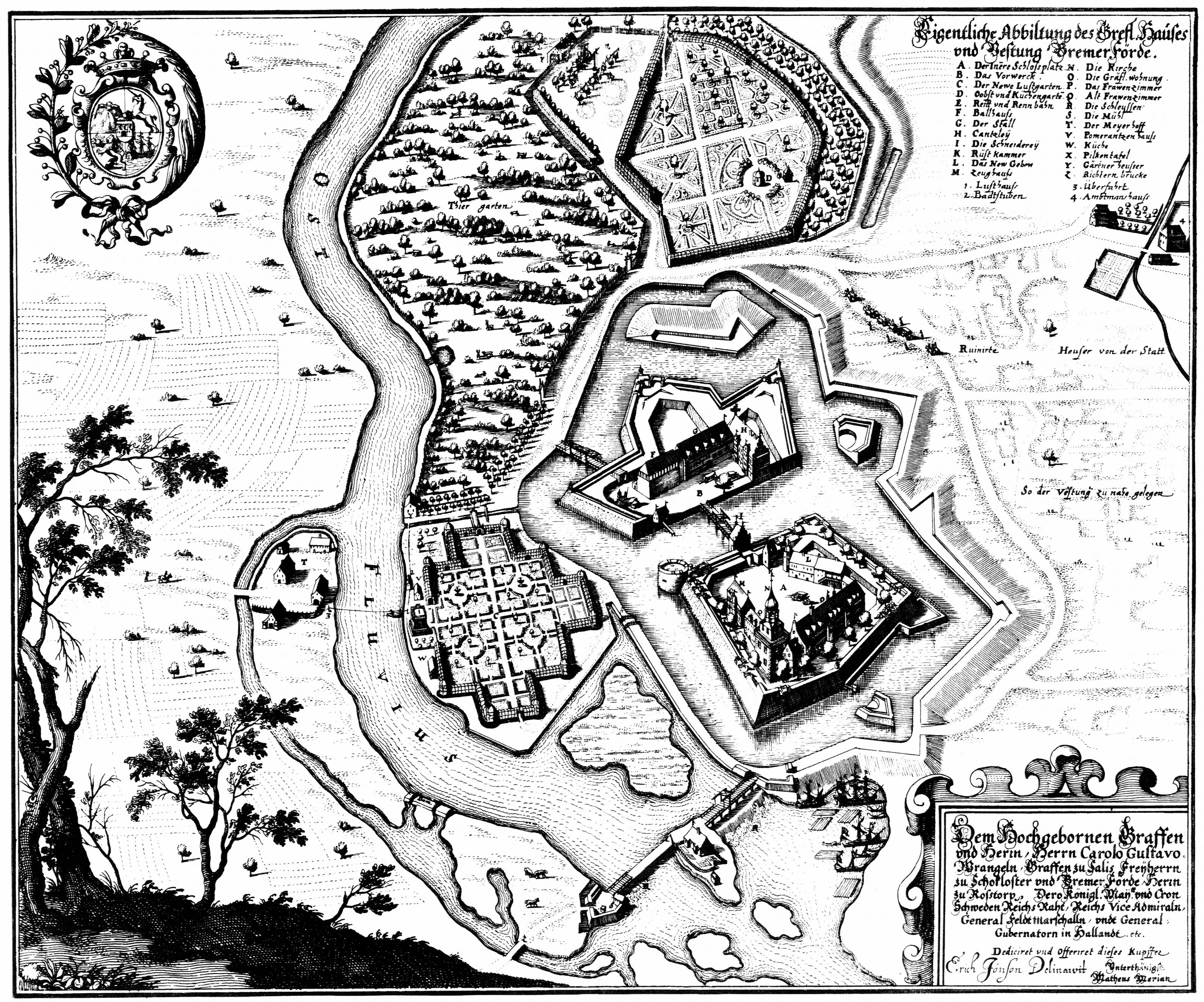
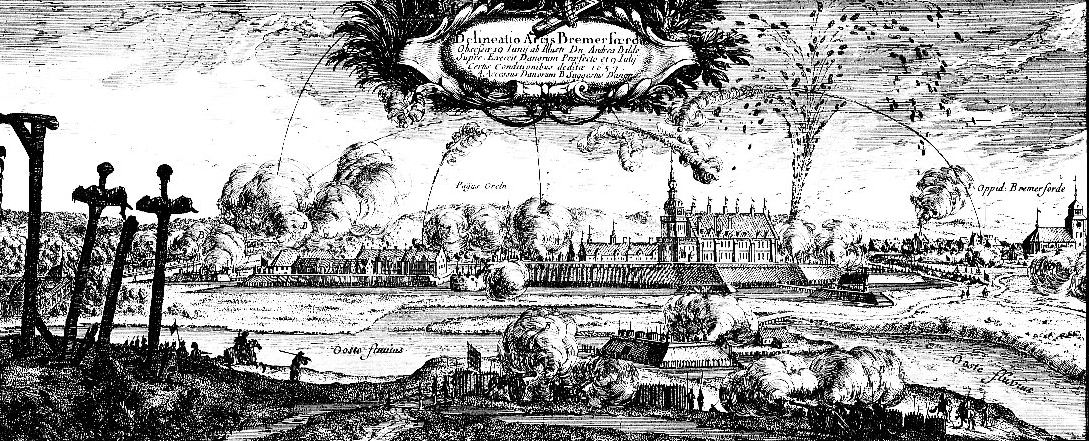
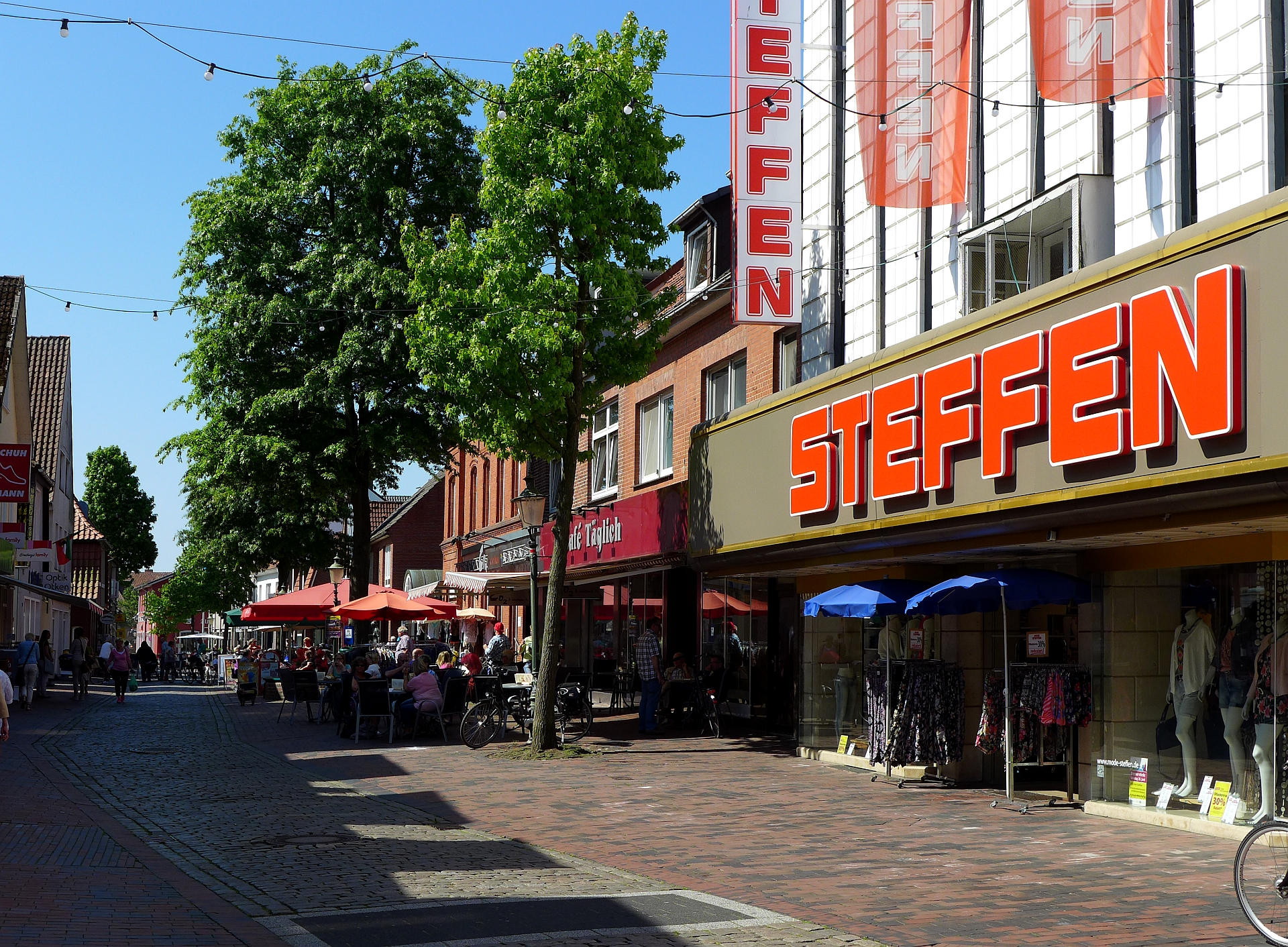
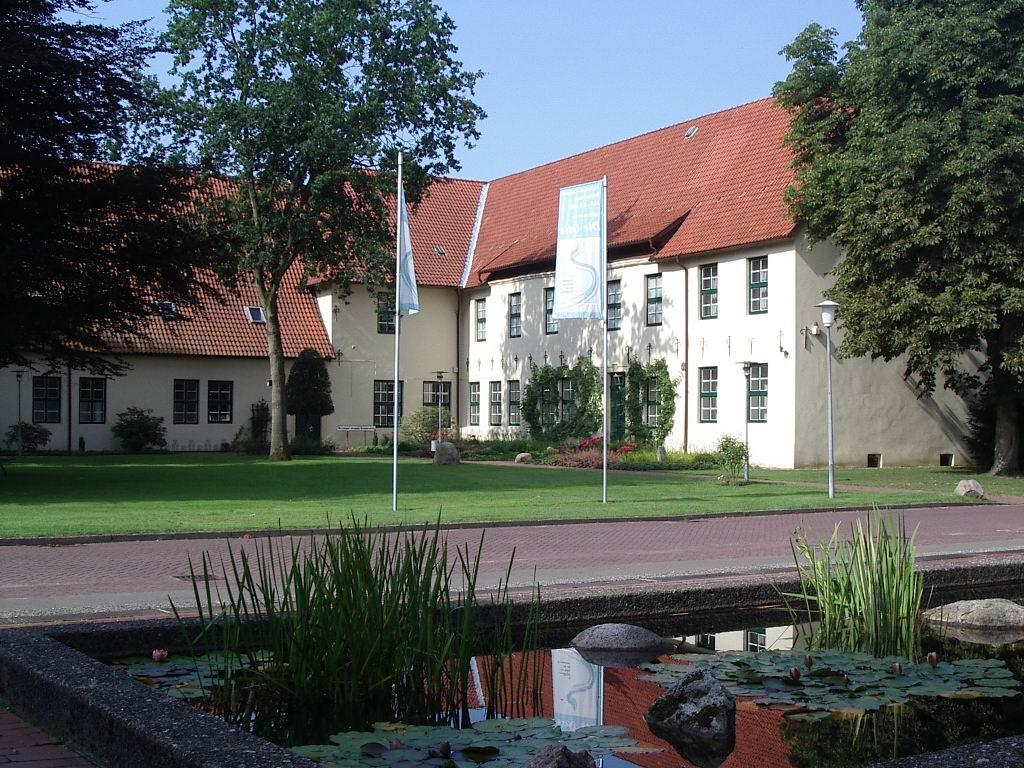